# Gerry Conlon
Pour les articles homonymes, voir Conlon.
Gerard Conlon, dit Gerry Conlon, né le 1er mars 1954 à Belfast, et mort dans cette ville le 21 juin 2014, a fait partie des « Quatre de Guildford » condamnés à tort pour attentat en 1975.

## Biographie
Enfant et adolescent sans histoire, il part travailler à Londres en août 1974, puis revient à Belfast deux mois plus tard. Il a 19 ans.
Le 30 novembre de la même année, il est arrêté par l'IRA et envoyé à Guildford en Angleterre, parce qu'il volait du plomb sur les toits et attirait ainsi l'attention de l'armée, qui risquait de découvrir la cachette de l'IRA. Il se rend donc chez sa tante. Peu de temps après, il est arrêté et interrogé par la police comme principal suspect d'un attentat. Au bout de trois jours d'interrogatoire, après avoir subi des violences  de la part des policiers , il signe une fausse déclaration, dans laquelle il dit explicitement sous la contrainte être un des auteurs de l’attentat à la bombe de deux tavernes de Guildford le 5 octobre 1974, dans lesquelles cinq personnes ont trouvé la mort et cinquante autres ont été blessées.
Dans sa déclaration, Conlon implique sept membres de sa famille habitant en Angleterre (la famille Maguire) et trois de ses amis, Paul Hill, Paddy Armstrong et Carole Richardson. Ces derniers sont d'ailleurs arrêtés et signent de fausses déclarations, sous la pression de la police.
Le père de Gerry Conlon, Giuseppe Conlon, est de même arrêté alors qu'il se rendait en Angleterre pour voir son fils. Il est condamné pour avoir manipulé des explosifs, à l'instar des sept membres de la famille Maguire.
Le 22 septembre 1975 Conlon, Armstrong, Hill et Richardson – les « Quatre de Guildford » – sont condamnés pour meurtre et conspiration. Conlon est condamné à la prison à perpétuité. En octobre 1977, l'appel des « Quatre de Guildford » est rejeté.
Le 23 janvier 1980, Giuseppe Conlon meurt des suites d'une maladie. À partir de cette date, les amis et les parents de la famille Maguire et des « Quatre de Guildford » interpellent les médias et font campagne pour clamer leur innocence.
Le 19 octobre 1989,  Gareth Peirce, l'avocate de la famille, trouve une preuve de leur innocence, cachée à la défense par la police britannique. Les charges retenues contre les prisonniers sont annulées et ils sont libérés après quinze ans passés en prison. Cette preuve est le témoignage d'un sans-abri qui se trouvait avec Conlon au moment de l'attentat, ce qui confirme son innocence et celle des autres accusés. 
En février 2005, le premier ministre Tony Blair a présenté des excuses publiques pour cette erreur judiciaire.
Gerard Conlon est mort d'un cancer du poumon le 21 juin 2014 à Belfast.

## Autobiographie
Gerry Conlon a publié son autobiographie en 1990 : Proved Innocent (Éditions Penguin,  (ISBN 0-14-023062-9))

## Cinéma
L'autobiographie de Gerry Conlon a été adaptée au cinéma en 1993, dans le film Au nom du père (In the Name of the Father) de Jim Sheridan, avec Daniel Day-Lewis (Gerry Conlon), Pete Postlethwaite (Giuseppe Conlon, le père) et Emma Thompson (l'avocate Gareth Peirce).